# Bettina Gilois
Bettina Gilois (9 de julio de 1961 – 5 de julio de 2020) fue una guionista y autora germano-estadounidense, conocida por su trabajo en la película de HBO Bessie y en Camino a la gloria de Disney y McFarland, USA. Gilois ganó una nominación al Emmy por Mejor Escritura de una Película para Televisión y una nominación a los Black Reel Awards de 2016 por Bessie. También ganó dos nominaciones al Image Award por Bessie y McFarland, USA. Gilois fuenominada al Premio Humanitas en 2006 y nominada a los Premios Black Reel de 2007 por Camino a la gloria.
Gilois fue profesora asociada en la Facultad de Cine y Artes Mediáticas Lawrence y Kristina Dodge de la Universidad Chapman.

## Biografía
Gilois se graduó en Historia del Arte en el Barnard College de la Universidad de Columbia en 1985. Fue contratada como asistente del director Slava Tsukerman en la película independiente de ciencia ficción Liquid Sky. Posteriormente trabajó en la fábrica de Andy Warhol en Nueva York en la serie de televisión Andy Warhol's Fifteen Minutes. Gilois comenzó su carrera como guionista trabajando con Joel Silver y Warner Bros.
Gilois fue coguionista con Christopher Cleveland en la película de Disney, Camino a la gloria (2006). La película se basó en una historia real sobre el entrenador de baloncesto masculino de Texas Western, Don Haskins, y su primera alineación titular exclusivamente afroamericana y su viaje hacia el Campeonato de la NCAA de 1966.
Gilois coescribió el guion de la película para televisión de HBO, Bessie (2015) con el director Dee Rees y Christopher Cleveland. La película, protagonizada por Queen Latifah, es la historia de vida de la cantante de blues Bessie Smith. Gilois y sus coguionistas ganaron una nominación al Emmy a la mejor escritura de una película para televisión, una nominación a los premios Black Reel Awards de 2016 y dos nominaciones a los premios Image por su trabajo. Trabajó en la película de Disney McFarland, USA junto con los guionistas Christopher Cleveland y Grant Thompson. El drama deportivo se centra en un equipo de cross-country de una escuela secundaria de Central Valley, California, de 1987. El entrenador, interpretado por Kevin Costner, junto con múltiples desafíos, lleva a sus corredores hispanos a un campeonato estatal.
Posteriormente, Gilois trabajó en una serie basada en la autobiografía de Rick Hall: The Man From Muscle Shoals: My Journey from Shame to Fame y una película para televisión de 2020 para Lifetime.
Gilois fue coautora de los libros Mi Vida Loca: The Crazy Life of Johnny Tapia y Billion Dollar Painter: The Triumph and Tragedy of Thomas Kinkade Painter of Light. También escribió para el Huffington Post en la sección de Arte y Cultura.

## Muerte
Gilois murió mientras dormía el 5 de julio de 2020, cuatro días antes de cumplir 59 años. Ella padecía un cáncer avanzado.

## Filmografía
| Año  | Título                        | Papel              | Notas                              | Ref   |
| ---- | ----------------------------- | ------------------ | ---------------------------------- | ----- |
| 1999 | The Hurricane                 | Escritora          | Sin acreditar                      | [ 1 ] |
| 2001 | The Mists of Avalon           | Escritora          | Sin acreditar                      | [ 1 ] |
| 2006 | Camino a la gloria            | Guionista          |                                    | [ 6 ] |
| 2015 | Bessie                        | Guionista          |                                    | [ 7 ] |
| 2015 | McFarland, USA                | Guionista          |                                    | [ 8 ] |
| 2017 | The Lost Wife of Robert Durst | Guionista          | Película de televisión de Lifetime | [ 9 ] |
| 2020 | Muscle Shoals                 | Escritora/Creadora | Serie de televisión de ABC         | [ 4 ] |
| 2020 | Mahalia                       | Escritora          | Película de televisión de Lifetime | [ 2 ] |
| 2021 | A Million Miles Away          | Escritora          | Película de Amazon Prime Video     | [ 2 ] |